# 西聖保羅 (明尼蘇達州)
西聖保羅（英語：West St. Paul）是一個位於美國明尼蘇達州達科他縣的城市。

## 人口
根據2020年美國人口普查的數據，西聖保羅的面積為12.98平方千米，當中陸地面積為12.71平方千米，而水域面積為0.27平方千米。當地共有人口20615人，而人口密度為每平方千米1,588人。